# Муратов, Фёдор Николаевич
Фёдор Николаевич Муратов (род. 1904 год — ум. 1955) — советский государственный деятель, министр рыбной промышленности РСФСР (1950—1953), 1-й заместитель министра рыбной промышленности СССР (1954—1955).

## Биография
Родился в Воронеже. В 1921—1926 ученик слесаря и слесарь на паровозоремонтном заводе им. Дзержинского.
В 1926 году вступил в ВКП(б). В 1926—1928 гг. служил в РККА: авиамоторист, младший техник отдельного авиационного тренировочного отряда.
В 1928—1930 гг. секретарь Совета физкультуры Чернозёмной области.
с 1931 года — начальник организационно-инструкторского отдела районного комитета ВКП(б) в Центрально-Чернозёмной области, начальник организационно-инструкторского отдела Воронежского городского комитета ВКП(б), заместитель начальника политотдела Митрофановской МТС, начальник политотдела Нижне-Девинской МТС, секретарь районного комитета ВКП(б) в Воронежской области. В 1937—1938 гг. — 1-й секретарь Воронежского областного комитета комсомола, с 1938 году — заведующий отделом промышленности и транспорта обкома ВКП(б), в 1941 г. — директор завода им. Коминтерна в Воронеже.
С 4 июля 1942 по декабрь 1943 года — 2-й секретарь областного комитета ВКП(б) в Куйбышеве, затем находился на учёбе в высшей школе партийных организаторов при ЦК ВКП(б), по её окончании утверждён ответственным организатором Управления кадрами ЦК ВКП(б).
С июня 1945 по май 1950 года — 1-й секретарь областного комитета ВКП(б) в Астрахани, с 1950 года и по 1 апреля 1953 года — министр рыбной промышленности РСФСР.
В 1953 году — 1-й заместитель министра легкой и пищевой промышленности СССР, заместитель министра промышленности продовольственных товаров СССР. В 1953—1954 году — начальник Политотдела рыболовного флота СССР, заместитель министра промышленности продовольственных товаров СССР, с 1954 и до смерти — 1-й заместитель министра рыбной промышленности СССР.
9 декабря 1941 года награжден орденом Ленина за обеспечение образцового выполнения задания по выпуску вооружения, повышающего боевую мощь нашей доблестной Красной Армии, вскоре после этого — орденом Красной Звезды — за перевыполнение правительственного задания по выпуску боевых самолетов.
Похоронен на Новодевичьем кладбище, 3-й участок.